# Inozitol-tetrakisfosfat 1-kinaza
Inozitol-tetrakisfosfat 1-kinaza (EC 2.7.1.134, 1-mio-inozitol-tetrakisfosfat 1-kinaza, inozitol-trisfosfat 6-kinaza, 1-mio-inozitol-trisfosfat 6-kinaza, ATP:1-mio-inozitol-1,3,4-trisfosfat 6-fosfotransferaza, inozitol-trisfosfat 5-kinaza, 1-mio-inozitol-trisfosfat 5-kinaza, ATP:1-mio-inozitol-1,3,4-trisfosfat 5-fosfotransferaza) je enzim sa sistematskim imenom ATP:1D-mio-inozitol-3,4,5,6-tetrakisfosfat 1-fosfotransferaza. Ovaj enzim katalizuje sledeću hemijsku reakciju
ATP + 1-mio-inozitol 3,4,5,6-tetrakisfosfat {\displaystyle \rightleftharpoons } ADP + 1D-mio-inozitol 1,3,4,5,6-pentakisfosfat
Ovaj enzim takođe fosforiliše Ins(1,3,4)P3 na pozicijama O-5 i O-6.

## Literatura
- Nicholas C. Price; Lewis Stevens (1999). Fundamentals of Enzymology: The Cell and Molecular Biology of Catalytic Proteins (Third изд.). USA: Oxford University Press. ISBN 019850229X.
- Eric J. Toone (2006). Advances in Enzymology and Related Areas of Molecular Biology, Protein Evolution (Volume 75 изд.). Wiley-Interscience. ISBN 0471205036.
- Branden C; Tooze J. Introduction to Protein Structure. New York, NY: Garland Publishing. ISBN 0-8153-2305-0.
- Irwin H. Segel. Enzyme Kinetics: Behavior and Analysis of Rapid Equilibrium and Steady-State Enzyme Systems (Book 44 изд.). Wiley Classics Library. ISBN 0471303097.

## Spoljašnje veze
- Inositol-tetrakisphosphate+1-kinase на 